# بهترین برلین ۱۹۷۹–۱۹۸۸
بهترینِ برلین ۱۹۷۹–۱۹۸۸ (انگلیسی: Best of Berlin 1979–1988) یک آلبوم گردآوری‌شده از گروه موج نو آمریکایی برلین است که در سال ۱۹۸۸ منتشر شد.

## فهرست آهنگ‌ها
| شماره      | نام                            | آلبوم اصلی                               | مدت   |
| ---------- | ------------------------------ | ---------------------------------------- | ----- |
| ۱.         | «دمیدن آسمان بلند»             | ترانه جدید                               | ۴:۴۰  |
| ۲.         | «بدون کلمات»                   | زندگی عاشقانه                            | ۳:۵۳  |
| ۳.         | «مثل شعله‌های آتش»              | تا سه بشمار و دعا کن                     | ۵:۰۶  |
| ۴.         | «نفسم را بند آوردی»            | موسیقی متن تاپ گان، تا سه بشمار و دعا کن | ۴:۱۳  |
| ۵.         | «سکس (من یک...)»               | قربانی لذت                               | ۵:۰۸  |
| ۶.         | «حالا نوبت منه»                | زندگی عاشقانه                            | ۴:۱۲  |
| ۷.         | «بالماسکه»                     | قربانی لذت                               | ۴:۰۶  |
| ۸.         | «تو نمی‌دونی»                   | تا سه بشمار و دعا کن                     | ۴:۲۸  |
| ۹.         | «اهمیت زمان»                   | اطلاعات                                  | ۳:۵۶  |
| ۱۰.        | «این مترو»                     | قربانی لذت                               | ۴:۰۹  |
| ۱۱.        | «آیا هرگز تو را درک خواهم کرد» | تا سه بشمار و دعا کن                     | ۴:۴۲  |
| ۱۲.        | «برای همۀ دروغ‌های فردا»        | زندگی عاشقانه                            | ۳:۵۶  |
| مجموع مدت: | مجموع مدت:                     | مجموع مدت:                               | ۵۲:۲۹ |